# Orquestra de Câmara de Manitoba

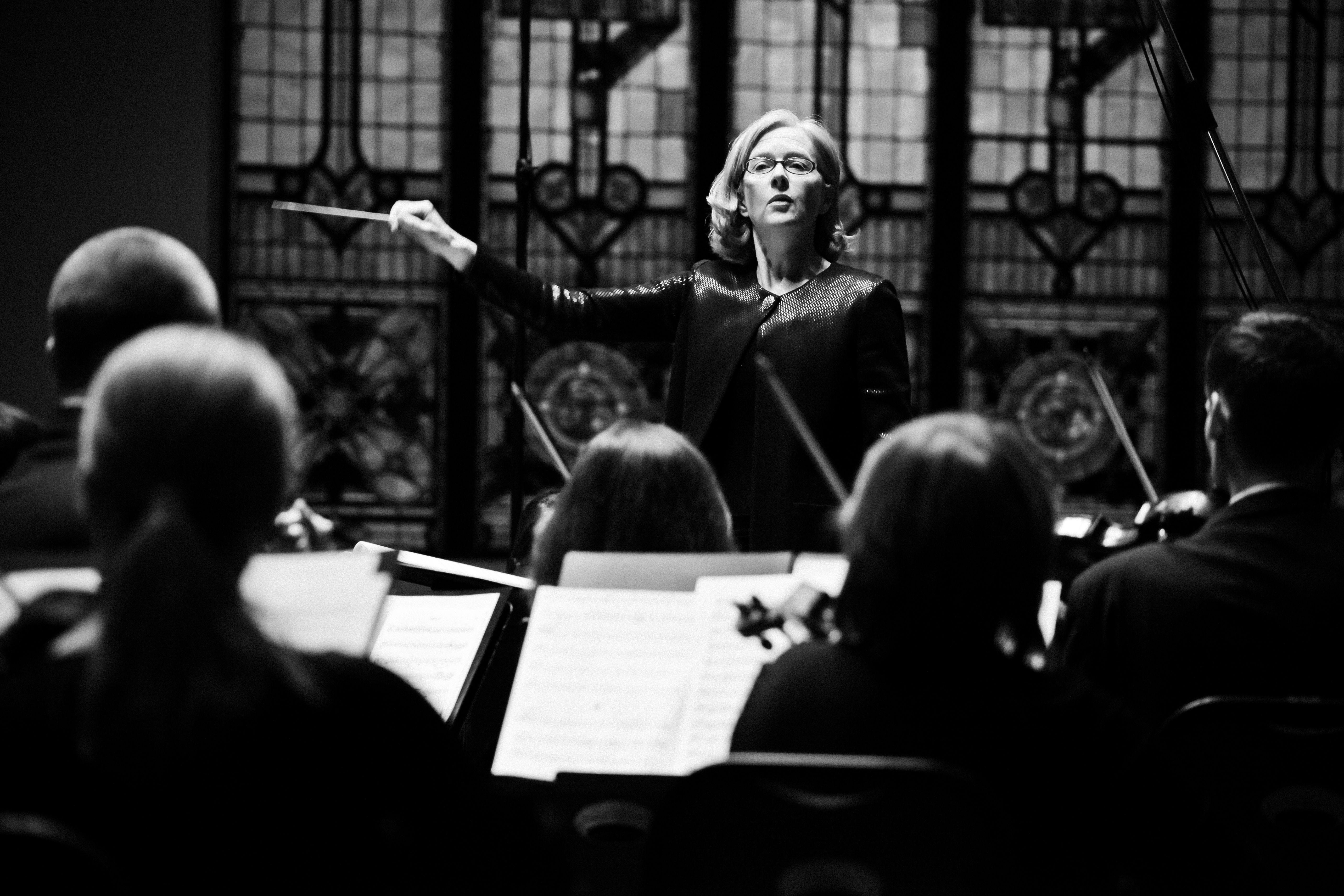
MCO Music Director Anne Manson conducting the orchestra.

A Orquestra de Câmara de Manitoba é uma orquestra de câmara baseada em Winnipeg, Manitoba, Canadá. Fundada em 1972 por Ruben Gurevich, sendo também o primeiro diretor musical. A orquestra apresenta nove concertos anualmente na Igreja Westminster e turnês pela área rural de Manitoba e Canadá. A cada temporada, a orquestra apresenta a estreia de uma nova obra.
Os diretores musicais do passado incluem Simon Streatfeild (1984-1991) e Roy Goodman (1999-2005). Em abril de 2007, Anu Tali foi nomeado o diretor musical da orquestra e efetivado em setembro, mas em Novembro a orquestra anunciou que Tali não estava aceitando os termos do contrato e foi retirado da orquestra. Em novembro de 2008, Anne Manson foi nomeada a maestrina e diretora musical da orquestra, efetivada imediatamente.

## Diretores Musicais
- Ruben Gurevich (1972-1981)
- Simon Streatfeild (1984-1991)
- Roy Goodman (1999-2005)
- Anne Manson (2008-presente)